# Answer That and Stay Fashionable
Answer That and Stay Fashionable è il primo album della band statunitense AFI.

## Il disco
Pubblicato nel 1995 con una prima stampa sotto la Wingnut Records, è stato ristampato successivamente dalla Nitro Records.
La copertina dell'album è ispirata alla copertina del film Reservoir Dogs (Le iene) di Quentin Tarantino.
All'inizio della traccia numero 10 dell'album, intitolata Kung Fu devil, è presente un breve dialogo del film Reservoir Dogs, con la voce dell'attore Harvey Keitel.

## Tracce
1. Two of a Kind - 1:29
2. Half-Empty Bottle - 1:39
3. Yürf Rendenmein - 2:13
4. I Wanna Mohawk (But Mom Won't Let Me Get One) - 1:12
5. Brownie Bottom Sundae - 1:46
6. The Checkered Demon - 2:08
7. Cereal Wars - 1:16
8. The Mother In Me - 2:04
9. Rizzo in the Box - 1:51
10. Kung-Fu Devil - 2:12
11. Your Name Here - 2:27
12. Ny-Quil - 2:06
13. Don't Make Me Ill - 2:40
14. Open Your Eyes - 1:16
15. High School Football Hero - 1:31
16. Self-Pity - 0:57 *
17. Key Lime Pie - 0:36 *

* Tracce presenti solo nella versione vinile

## Formazione
- Davey Havok – voce
- Mark Stopholese – chitarra, voce secondaria
- Geoff Kresge – basso, voce secondaria
- Adam Carson – batteria, voce secondaria

Produzione
- Produttori: AFI
- Co-Produttori: Doug Sanglang, Tim Armstrong, Brett Reed
- Registrato at Art Of Ears, Haward, CA
- Masterizzato da George Horn al Fantasy Studios, Berkely, CA
- Fotografia: Steve Z
- Grafica: Chris Snak Fud, Winni
- Disposizione Modificata: Paul Miner